# 伊豆山温泉
伊豆山温泉（いずさんおんせん）は、静岡県熱海市（旧国伊豆国）に存在する温泉。

## 概要
伊豆山神社周辺に湧出する温泉で、熱海ビーチライン、国道135号沿いの海岸線に7軒の旅館、ホテルが存在する。洞窟の中から源泉が湧出する「走り湯」が温泉街の名物である。
観光ホテルは海岸線に偏っているが、山側には企業や健康保険組合の保養所が数多く開発され、温泉地としては拡大した。
なお、熱海温泉との境界については曖昧な点があり、東海道本線の東京方の逢初山隧道の東京坑口の東京方が一般的な伊豆山温泉の地帯であるが、温泉台帳の分類では熱海駅ホーム東端から東京方（春日町の一部、海光町）も伊豆山温泉となっている。
共同浴場は1軒存在する。かつては2軒存在したが、道路拡張工事のために取り壊された。

## 泉質
- 硫酸塩・塩化物温泉 - 65%
- 塩化物・硫酸塩温泉 - 25%
- 硫酸塩温泉 - 5%
- 塩化物温泉 - 4%
- 含鉄-硫酸塩泉 - 1%

伊豆山温泉は塩化物泉、東海道本線より山側は硫酸塩泉であり、硫酸カルシウムやマグネシウムを多く含み、外傷の他、腫れ物や水虫などの皮膚病に効能があるとされる。現在は塩分が高くなり、胃腸や神経痛、リウマチなどにも効能があるとされる。
基本は弱アルカリ泉であるが、伊豆山53号、伊豆山56号の2井のみPH3.0ほどの酸性泉が存在する。

### 走り湯について
走り湯は、古くは7千石（1296トン）、毎分900リットルが自噴しており、源泉の温度は約70度であったとされる。近年の乱掘により、現在は毎分180リットルにまで湧出量が低下していることから、保護の為走り湯からの汲上げを休止し、200m程南方の伊豆山78号（第二走り湯）から汲上げた温泉水を走り湯の洞窟内に流すことで自噴していた頃の様子を再現している。。泉温については、近隣（伊豆大島）の噴火で上昇することもあるという。

### 源泉一覧
古来の伊豆山温泉は、熱海駅の東側海光町と走り湯周辺であったが、近年では山側の宅地やマンション造成、保養所等の建設での採掘が盛んとなっている。
それに伴い採掘深度も深くなっている。
| 源泉名                             | 泉温  | 湧出量    | 泉質                                           | 深度  | 所在地                                                                 | 備考                                                |
| ---------------------------------- | ----- | --------- | ---------------------------------------------- | ----- | ---------------------------------------------------------------------- | --------------------------------------------------- |
| 伊豆山1号泉（第一走り湯）※休止中   | 70.0℃ | 毎分0.0L  | カルシウム・ナトリウム－塩化物温泉             | 0m    | 熱海市伊豆山２１８−１８                                                | 伊豆山78号で採掘したもで自噴を再現。                |
| 伊豆山8号泉（倉沢温泉）            | 71.8℃ | 毎分44.0L | カルシウム・ナトリウム－塩化物・硫酸塩温泉     | 274m  | 熱海市伊豆山200                                                        | 倉沢温泉組合。                                      |
| 伊豆山11号泉（皐月温泉）           | 75.2℃ | 毎分80.0L | カルシウム・ナトリウム－塩化物・硫酸塩温泉     | 360m  | 北緯35度06分28秒 東経139度05分03秒 / 北緯35.107686度 東経139.084127度  | 「BBHシーサイドリゾート熱海」自家源泉。             |
| 伊豆山13号泉（水光荘温泉・神の湯） | 76.8℃ | 毎分45.4L | カルシウム・ナトリウム－塩化物温泉             | 242m  | 北緯35度06分23秒 東経139度05分02秒 / 北緯35.106477度 東経139.084027度  | 水光荘温泉組合。                                    |
| 伊豆山14号泉（千秋園温泉）         | 71.0℃ | 毎分60.0L | カルシウム・ナトリウム－塩化物温泉             | 240m  | 北緯35度06分19秒 東経139度04分59秒 / 北緯35.105247度 東経139.082951度  | 千秋園温泉組合。                                    |
| 伊豆山17号泉（水葉亭1号温泉）      | 72.0℃ | 毎分80.0L | カルシウム・ナトリウム－塩化物温泉             | 600m  |                                                                        | 「水葉亭」自家源泉。                                |
| 伊豆山26号泉（東山温泉）           | 71.5℃ | 毎分54.0L | カルシウム･ナトリウム－塩化物温泉              | 355m  | 熱海市春日町１２−２６                                                  | 東山温泉組合。春日町11、12、13の地区に配給。        |
| 伊豆山28号泉（岩間荘2号温泉）      | ℃     | 毎分L     | カルシウム･ナトリウム－硫酸塩･塩化物温泉       | 507m  |                                                                        | 「ハートピア熱海」自家源泉。                        |
| 伊豆山29号泉（坂東温泉）           | ℃     | 毎分L     | カルシウム･ナトリウム－硫酸塩･塩化物温泉       | 620m  |                                                                        | 「ハートピア熱海」自家源泉。                        |
| 伊豆山36号泉（足川温泉）           | ℃     | 毎分L     | カルシウム･ナトリウム－塩化物温泉              | 230m  | 北緯35度06分29秒 東経139度05分10秒 / 北緯35.107968度 東経139.086087度  | 「熱海オーシャンホテル」自家源泉。                  |
| 伊豆山39号泉（坂西温泉）           | 74.0℃ | 毎分38.5L | カルシウム･ナトリウム－硫酸塩･塩化物温泉       | 299m  | 熱海市伊豆山５４０−４                                                  | 家庭配給のみ。                                      |
| 伊豆山41号泉（小松温泉）※休止中    | 71.8℃ | 毎分48.0L | カルシウム･ナトリウム－硫酸塩･塩化物温泉       | 455m  |                                                                        | 家庭配給のみ。土石流被災休止中。                    |
| 伊豆山43号泉（水葉亭2号温泉）      | 75.0℃ | 毎分L     | カルシウム･ナトリウム－硫酸塩･塩化物温泉       | 273m  |                                                                        | 「水葉亭」自家源泉。                                |
| 伊豆山46号泉（秋戸温泉）           | 65.0℃ | 毎分50.0L | カルシウム･ナトリウム－塩化物・硫酸塩温泉      | 400m  | 熱海市伊豆山１９０                                                     |                                                     |
| 伊豆山47号泉（倉沢温泉）           | ℃     | 毎分L     | カルシウム･ナトリウム－塩化物温泉              | 300m  | 熱海市伊豆山２２８−１                                                  | 「水葉亭」自家源泉。                                |
| 伊豆山48号泉（堀坂温泉）           | 64.7℃ | 毎分43.6L | カルシウム･ナトリウム－硫酸塩・塩化物温泉      | 245m  | 熱海市伊豆山４４９−１１                                                | 家庭配給のみ。                                      |
| 伊豆山51号泉（的場温泉）           | 73.8℃ | 毎分50.7L | カルシウム･ナトリウム－塩化物・硫酸塩温泉      | 293m  | 北緯35度06分44秒 東経139度04分57秒 / 北緯35.112166度 東経139.082400度  | 家庭配給向けのみ。                                  |
| 伊豆山52号泉（矢吹温泉）           | 68.5℃ | 毎分45.4L | カルシウム･ナトリウム－塩化物・硫酸塩温泉      | 290m  | 熱海市伊豆山３４２−１３                                                | 家庭配給向けのみ。                                  |
| 伊豆山53号泉（郷の湯）             | 65.0℃ | 毎分60.0L | 含鉄－カルシウム･ナトリウム－硫酸塩･塩化物温泉 | 379m  | 北緯35度06分55秒 東経139度04分55秒 / 北緯35.115259度 東経139.0819981度 | 家庭配給向けのみ。                                  |
| 伊豆山55号泉（般若温泉）           | 69.0℃ | 毎分38.0L | カルシウム･ナトリウム－塩化物温泉              | 379m  | 熱海市伊豆山３６１                                                     | 家庭配給向けのみ。                                  |
| 伊豆山56号泉（弘法温泉）           | 68.5℃ | 毎分28.5L | 含鉄－カルシウム･ナトリウム－硫酸塩･塩化物温泉 | 570m  | 熱海市伊豆山３７５                                                     | 「般若院足湯」自家源泉。ほか家庭配給。              |
| 伊豆山58号泉（中尾温泉）           | 64.7℃ | 毎分35.0L | カルシウム･ナトリウム－塩化物・硫酸塩温泉      | 400m  | 北緯35度06分38秒 東経139度05分01秒 / 北緯35.110470度 東経139.083656度  | 家庭配給のみ。                                      |
| 伊豆山59号泉（古美道温泉）         | 68.0℃ | 毎分73.0L | ナトリウム・カルシウム－硫酸塩・塩化物温泉     | 500m  | 熱海市伊豆山417                                                        | 家庭配給のみ。                                      |
| 伊豆山60号泉（青島温泉）           | 70.4℃ | 毎分58.9L | ナトリウム・カルシウム－硫酸塩・塩化物温泉     | 500m  | 熱海市伊豆山４２０−４                                                  | 家庭配給のみ。                                      |
| 伊豆山62号泉（第一赤井温泉）       | 72.2℃ | 毎分65.0L | ナトリウム・カルシウム－硫酸塩・塩化物温泉     | 400m  |                                                                        | 「ラビスタ伊豆山」 自家源泉。                       |
| 伊豆山63号泉（逢初温泉）           | 70.3℃ | 毎分58.0L | ナトリウム・カルシウム－硫酸塩・塩化物温泉     | 550m  | 熱海市伊豆山506                                                        | 偕楽園（廃業）自家源泉                              |
| 伊豆山66号泉（猪洞温泉）           | 64.7℃ | 毎分39.3L | ナトリウム・カルシウム－硫酸塩・塩化物温泉     | 402m  | 熱海市伊豆山３３４                                                     | 家庭配給のみ。                                      |
| 伊豆山67号泉（寺山温泉）           | 74.0℃ | 毎分45.0L | ナトリウム・カルシウム－硫酸塩・塩化物温泉     | 400m  | 北緯35度06分54秒 東経139度04分39秒 / 北緯35.115029度 東経139.077629度  | 家庭配給のみ。                                      |
| 伊豆山69号泉（第一吾妻温泉）       | 75.2℃ | 毎分42.0L | ナトリウム・カルシウム－硫酸塩・塩化物温泉     | 460m  | 熱海市伊豆山1062                                                       | 家庭配給のみ。                                      |
| 伊豆山71号泉（麦島温泉）           | 73.0℃ | 毎分59.5L | ナトリウム・カルシウム－硫酸塩・塩化物温泉     | 450m  | 熱海市伊豆山上寺山1065-18                                              | 「ZENホールディングス伊豆山研修センター」自家源泉。 |
| 伊豆山75号泉（泉道温泉）           | 69.4℃ | 毎分78.0L | カルシウム・ナトリウム－塩化物・硫酸塩温泉     | 600m  | 海市伊豆山１０１６                                                     |                                                     |
| 伊豆山77号泉（山神温泉）           | 73.5℃ | 毎分38.5L | カルシウム・ナトリウム－硫酸塩・塩化物温泉     | 400m  | 熱海市伊豆山４５９                                                     |                                                     |
| 伊豆山78号泉（第二走り湯）         | 71.0℃ | 毎分80.0L | カルシウム・ナトリウム－塩化物温泉             | 600m  | 熱海市伊豆山２１８−１８                                                |                                                     |
| 伊豆山82号泉（第二赤井温泉）       | 78.6℃ | 毎分34.0L | カルシウム・ナトリウム－硫酸塩・塩化物温泉     | 480m  | 北緯35度06分58秒 東経139度04分44秒 / 北緯35.116235度 東経139.078921度  | 家庭配給向けのみ。                                  |
| 伊豆山88号泉（第二有楽七尾温泉）   | 75.4℃ | 毎分49.0L | カルシウム・ナトリウム－硫酸塩温泉             | 800m  | 北緯35度07分20秒 東経139度04分48秒 / 北緯35.122316度 東経139.079971度  | 「介護施設 菜の花」「デイサービスすみれ」自家源泉。 |
| 伊豆山92号泉（第二吾妻温泉）       | 73.1℃ | 毎分57.0L | カルシウム・ナトリウム－硫酸塩温泉             | 600m  | 北緯35度06分52秒 東経139度04分19秒 / 北緯35.114328度 東経139.072053度  | 家庭配給向けのみ。                                  |
| 伊豆山107号泉（第三荒木温泉）      | 81.3℃ | 毎分40.0L | カルシウム・ナトリウム－硫酸塩温泉             | 600m  | 北緯35度07分25秒 東経139度04分14秒 / 北緯35.123500度 東経139.070435度  | 家庭配給向けのみ。                                  |
| 伊豆山116号泉（東急伊豆山温泉）    | ℃     | 毎分L     | ナトリウム・カルシウム－塩化物温泉             | 1000m |                                                                        | 「東急ハーヴェスト熱海伊豆山」自家源泉。            |

## 歴史

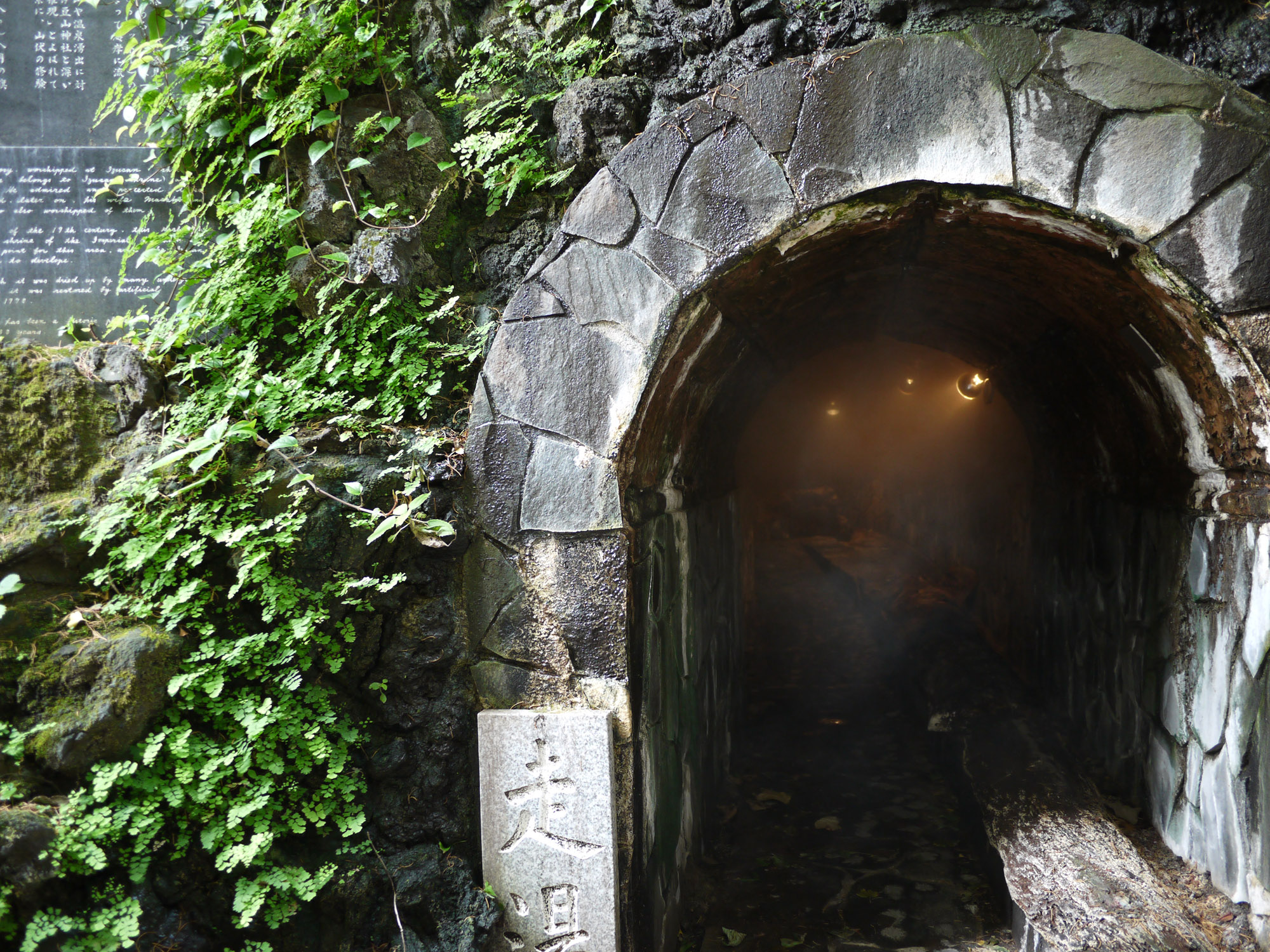
走り湯

伊豆山温泉の「走り湯」は、養老年間に発見されたとされるが、後述のように、役小角が発見したとする伝承もある。走り湯の湧き出る山は、「走湯山」と呼ばれ、現在の「伊豆山」となった。
699年に伊豆大島に流された役小角は、ときどき島を抜け出してあちこち徘徊するなどしているうちに、伊豆山の走り湯から五色の湯煙がたちのぼるのを発見し、走り湯の付近に草庵を結び、修行をするようになったとされる。伝承では、この修行を始めたとき、「無垢霊湯（むくれいとう）、大悲心水（だいひしんすい）、沐浴罪滅（もくよくざいめつ）、六根清浄（ろっこんしょうじょう）」（無垢の霊場、大いなる慈悲の水、沐浴すれば罪が滅び、六根が清らかになる）という金色の文字が湯の上に浮かんだとされる。
役行者の発見により、走り湯は知名度が高くなり、伊豆山に修験者が集まるようになったとされる。なお、修験者たちは当初、日金山を中心に修行を行ったが、水の便が悪いため麓付近に移って修行を行うようになり、現在の七尾の「本宮跡」が修行の中心となったときもあったとされる。その後、現在の伊豆山神社がある場所が修行の中心となり、伊豆山を「天に昇るめでたい龍」にみたて、日金山から岩戸山までを「胴体」、伊豆山権現（伊豆山神社）の場所は「目」、現在の浜町内にある花水を「鼻」、走り湯の湧き出る洞窟を「口」として、富士山にまで通じる巨大な龍の身体が存在すると考える信仰が生まれたとされる。
伊豆山温泉は、源頼朝が源氏再興の祈願を伊豆山神社に行い、後に鎌倉幕府を開いて以降、伊豆山神社（伊豆山権現）の社勢が強くなるとともに、著名な温泉地としての地位を確立した。3代将軍の源実朝は、伊豆山や走り湯を詠った歌を残しており、
- 「わだつみの 中にむかひて いづる湯の 伊豆のお山と むべもいいけり」
- 「伊豆の国 山の南に 出づる湯の 速きは神の 験しなりけり」
- 「走り湯の 神とはむべぞ 言いけらし 速き験の あればなりけり」

などがある。
天正18年（1590年）、豊臣秀吉の小田原征伐により、伊豆山は焼かれて荒廃し、温泉の設備も、草葺きの仮小屋に過ぎないものとなった。その後、江戸時代になると、徳川家康の湯治場として熱海が保護されたため、伊豆山温泉はその繁栄を熱海温泉に譲ったとされるが、依然として、大名や歌人が伊豆山神社（伊豆山権現）の参詣のついでに走り湯に入浴する、ということも多かった。江戸城の造営の際は、伊豆山から大石を船で搬送したが、工事中にケガをした多くの人が走り湯に入浴したところ、効能が非常に高かったという。
また、江戸時代は、一般の人が走り湯に直接入るのは難しく、旅籠の中の湯や、ほとんど波打ち際に近いところでしか入れなかったといわれる。だが、走り湯の人気は高く、東北地方など、遠方から「講」という団体が伊豆山権現に参詣にきて、旅籠で入浴するということが多かった。なお、当時の人々には、入浴時に上述の「無垢霊場　大悲心水　沐浴罪滅　六根清浄」を唱えるというならわしがあったとされ、地元の人々の間にも、そのならわしが昭和20年ごろまで残っていたという。
明治以後も走り湯の人気は続いたが、関東大震災のとき、湧出が止まったときがあったという。その際、地元の人々が源泉を鉄棒で突いたところ、湧出が再開されたが、そのときに地中から大きな音があがったため、驚いた人々が一斉に逃げ出したという。
第二次世界大戦後は、一時、馬が入浴する「馬の湯」もあったという。
2021年、熱海市伊豆山土石流災害により、一部の旅館・ホテルで断水や温泉機器故障等の影響を受けた。そのため、一部の旅館・ホテルでは、臨時休業をしている。

## アクセス
JR 熱海駅より東海バスで約5分。